# Bonelle
Bonelle è una frazione del comune di Pistoia.

## Storia
La località nasce storicamente a cavallo dell'argine del Torrente Ombrone Pistoiese e le sue prime tracce risalgono al 1200, quando sorse il piccolo borgo rurale proprio sul fianco in affaccio alla città di Pistoia dell'argine a ridosso del ponte che permetteva all'antica via di Montalbano di unire la città principale ai feudi posti sulle colline del Montalbano sino alla città di Empoli.
Il piccolo borgo vista la sua posizione strategica venne difeso da Pistoia ardentemente sino alla resa della città in seguito all'assedio Fiorentino e Lucchese del 1305.
Oggi del vecchio borgo e dell'antico ponte non restano più tracce se non per la conformità disordinata ed ultrapopolare del borgo vecchio.
Nel 1600 nel paese venne eretto un chiesino oggi completamente demolito per il passaggio di una strada di accesso.
L'area circostante, già paludosa, venne ben presto bonificata ed utilizzata per grandi coltivazioni. Nel 1700 il contado di Bonelle era ben organizzato con proprietari terrieri e mezzadri che lavoravano detti terreni per la produzione principalmente di grano.
Nel 1800 il paese era ormai un ampio agglomerato ultrapopolare tanto che nel borgo regnava prevalentemente la miseria con contadini sottoposti a padroni e piccole botteghe, senza contare la presenza di numerose case chiuse che regalarono a Bonelle il nome di "Bordello" Pistoiese.
Durante l'epoca fascista venne eretta una casa del fascio primo grande punto di ritrovo dei Bonellini e degli abitanti circostanti oggi sostituita da una nuova (anche nella struttura) casa del Popolo.
Agli inizi del 1950 Bonelle si ampliò notevolmente con l'inizio delle attività vivaistiche e di quelle manifatturiere.
Nel 1980 termina l'espansione del l'abitato con la realizzazione di un villaggio popolare di pregevole fattura e ben circondato da verde, che rende la località a tutt'oggi una delle zone più residenziali della periferia di Pistoia.